# FO ŽPシュポルト・ポドブレゾヴァー
フトバロヴィー・クルブ・ジェレジアルネ・ポドブレゾヴァー（Futbalový klub Železiarne Podbrezová）は、スロバキアのバンスカー・ビストリツァ県ポドブレゾヴァーをホームタウンとするサッカークラブである。

## 歴史
2009年8月、当時トップチームが所属していた2部リーグから撤退した。2010-11シーズンに3部リーグで活動を再開し、2014年にフォルトゥナ・リーガに昇格した。

## クラブ名の遍歴
- 1920年にRTJポドブレゾヴァーの名前で創設[3]。
- 1930年にタトラン・ホルナー・レホタと合併し、ŠKポドブレゾヴァーとなった。
- 1936年にŠKPポドブレゾヴァーに改称された。
- 2006年にブレズノと合併し、FO ŽPシュポルト・ポドブレゾヴァーとなった。
- 2017年にFKジェレジアルネ・ポドブレゾヴァーに改称された[4]。

## タイトル

### 国内タイトル
- 2.リーガ：1回
  - 2013-14

### 国際タイトル
なし

## 過去の成績
| シーズン | ディビジョン         | ディビジョン | ディビジョン | ディビジョン | ディビジョン | ディビジョン | ディビジョン | ディビジョン | ディビジョン | ディビジョン | カップ    |
| シーズン | リーグ               | 試           | 勝           | 分           | 敗           | 得           | 失           | 差           | 点           | 順位         | カップ    |
| -------- | -------------------- | ------------ | ------------ | ------------ | ------------ | ------------ | ------------ | ------------ | ------------ | ------------ | --------- |
| 2011-12  | 2.リーガ             | 2位          | 33           | 18           | 11           | 4            | 53           | 19           | +34          | 65           | 2回戦敗退 |
| 2012-13  | 2.リーガ             | 2位          | 33           | 16           | 13           | 4            | 45           | 20           | +25          | 61           | 2回戦敗退 |
| 2013-14  | 2.リーガ             | 1位          | 33           | 26           | 4            | 3            | 64           | 16           | +48          | 82           | 2回戦敗退 |
| 2014-15  | フォルトゥナ・リーガ | 11位         | 33           | 7            | 8            | 18           | 32           | 54           | −22          | 29           | 3回戦敗退 |
| 2015-16  | フォルトゥナ・リーガ | 8位          | 33           | 10           | 7            | 16           | 43           | 46           | −3           | 37           | 4回戦敗退 |
| 2016-17  | フォルトゥナ・リーガ | 5位          | 30           | 12           | 9            | 9            | 34           | 31           | +3           | 45           | 4回戦敗退 |
| 2017-18  | フォルトゥナ・リーガ | 9位          | 32           | 11           | 5            | 16           | 29           | 43           | −14          | 38           | 5回戦敗退 |
| 2018-19  | フォルトゥナ・リーガ | 12位         | 32           | 7            | 8            | 17           | 28           | 48           | −20          | 29           | ベスト16  |
| 2019-20  | 2.リーガ             | 4位          |              |              |              |              |              |              |              |              |           |

## 歴代監督
- ミラン・ネメツ (1998-2001)
- ラディスラフ・クナ (2001-2004)
- アントン・ヤーノシュ (2006-2008)
- ヤロスラフ・ケントシュ (2011-2015)
- ヨゼフ・モレス (2015)
- ズデンコ・フルチャラ (2015)
- マレク・ファブリャ (2015-2017)
- カロル・プラジェニツァ (2017)
- マレク・ファブリャ (2017-2018)
- ゲルゲリ・ゲリ (2018-2019)
- ヴラディミール・ヴェセリー (2019)
- ヨゼフ・モレス (2019-2020)
- マルティン・ポリョフカ (2019-2020)
- ヴラディミール・ツィフラニチュ (2020)
- ミクラーシュ・ラドヴァーニイ (2020-2021)
- ロマン・スクフラヴィー (2021-)

## 歴代所属選手
- ユライ・クツカ 2005-2007
- ヨーゼフ・カプラン 2007-2008
- ヴラティスラフ・グレシュコ 2011-2015
- アンドレイ・レンドラ 2015-2017
- マリウス・アレクセ 2017